# Gisela Werbezirk

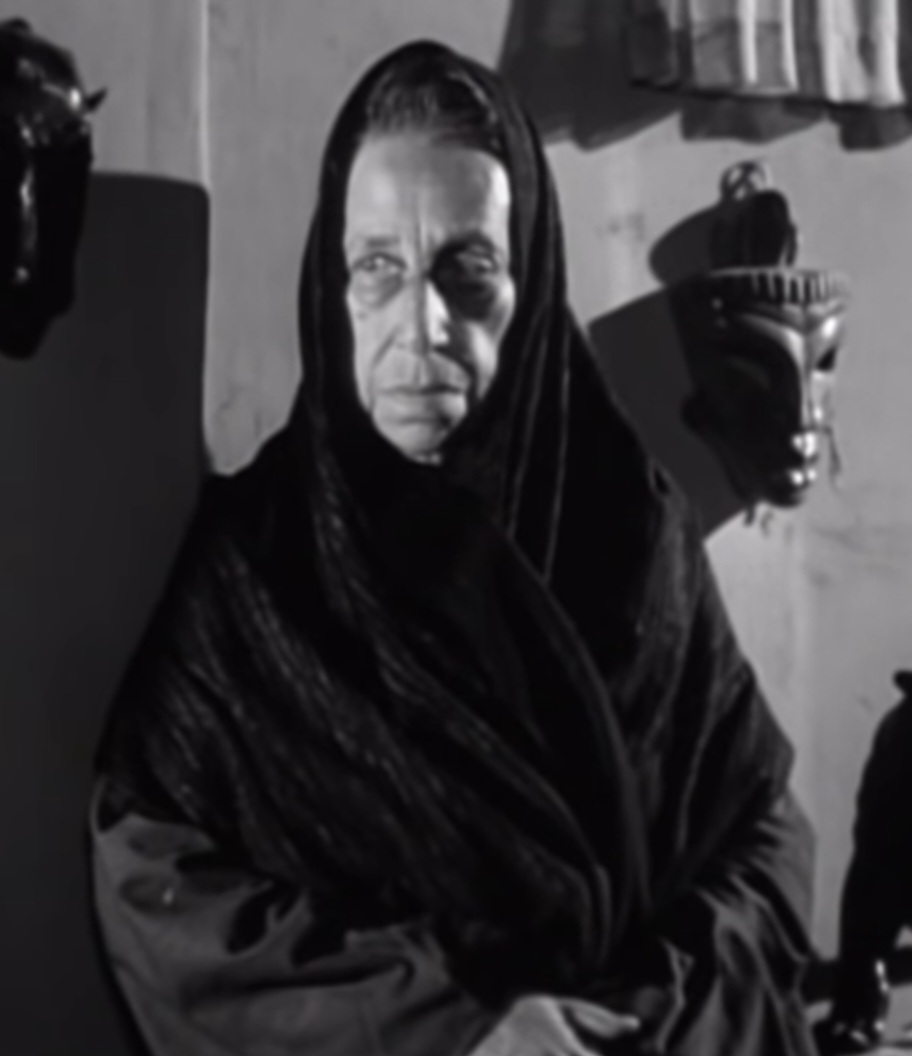
Gisela Werbezirk (1951)

Gisela Werbezirk, auch Gisela Werbisek oder Giselle Werbisek (* 8. April 1875 in Pressburg, Österreich-Ungarn, heute Bratislava, Slowakei; † 10. April 1956 in Hollywood, Kalifornien, Vereinigte Staaten), war eine österreichische Theater-, Stumm- und Tonfilmschauspielerin.

## Leben und Leistungen
Sie begann ihre Karriere an einem Theater in Pressburg. Daraufhin folgten Anstellungen an Wiener Bühnen. Ab 1918 spielte sie auch in österreichischen Stummfilmen, wie etwa Die Stadt ohne Juden (1924), mit und trat auch auf Unterhaltungsbühnen und im Kabarett Simpl auf.
1938 musste sie in die Vereinigten Staaten emigrieren, und konnte dort nur noch in kleinen Rollen an Theaterbühnen in New York  schauspielern. Dort nannte sie sich auch in Giselle Werbisek um. Es folgten Engagements für Film und Fernsehen, und sie spielte in Hollywood unter anderem in  Die Braut des Gorilla (1951) mit.

### Aus einem Nachruf
„Sie spielte […] schon sehr frühzeitig die ‚komischen Alten‘. Aber durch ihre Komik brach oft genug so elementare Tragik hervor, daß einem das Lachen verging, und ihr Alter war von Anfang an keine Angelegenheit der Jahre, sondern einer zeitlosen, unendlich weisen Distanz zum Leben: in das sie sich dennoch mittenhinein stellte. So echtblütige, so vollsaftige Gestalten gab es kein zweites Mal. […] Es war immer das Leben selbst, das die Werbezirk verkörperte, und immer mit jener bezwingenden Beispielhaftigkeit, auf deren höherer Stufe dann eben die Frau Breier aus Gaya sich mit der Greislerin vom Grund und mit der Schalanterischen Großmutter traf: im Menschlichen. Man könnte sie vielleicht eine Kombination von Hansi Niese und Heinrich Eisenbach nennen, von Wiener Volksstück und ‚Budapester‘ Posse […]

Sie war eine große Volksschauspielerin und eine große Menschendarstellerin, die Werbezirk, und eine Meisterin der Nuance. Sie ließ die Pointen fallen wie Gansgrammeln aus der Einkaufstasche. Sie besaß eine Bühnenpräsenz von schlechthin monströser Wirkung und etablierte sie schon durch ihr bloßes Erscheinen, durch die groteske Überwältigungskraft ihres Äußeren. Und sie besaß die unfehlbare Zauberkraft der Persönlichkeit: das Publikum gänzlich (und dennoch unmerklich) zu beherrschen, ein vor Lachen tobendes Haus in Sekundenschnelle herumzureißen und ihm die Stille des angehaltenen Atems aufzuzwingen, den eben noch nach Luft Japsenden die Kehle derart abzuschnüren, daß ihnen kein Ausweg blieb als der in die Träne. […]

Die Werbezirk mußte sich im Hollywoodfilm nicht deshalb mit kleinen Rollen zufriedengeben, weil sie zu wenig, sondern weil sie zu viel von sich projizierte. Sie sprengte ihre Szenen und sprengte die streng gestufte Hierarchie der großen Gagenempfänger.“

## Filmografie (Auswahl)
- 1912: Liebesabenteuer am Attersee
- 1916: Sami, der Seefahrer
- 1917: Der Viererzug
- 1918: Jobbra én, balra te
- 1918: Das Kind meines Nächsten
- 1920: Kri-Kri, die Herzogin von Tarabac
- 1921: Exzellenz Unterrock
- 1924: Die Stadt ohne Juden
- 1927: Ein schwerer Fall
- 1930: Das Kabinett des Dr. Larifari
- 1932: Wenn die Liebe Mode macht
- 1939: Der Glöckner von Notre Dame (The Hunchback of Notre Dame)
- 1940: Paul Ehrlich – Ein Leben für die Forschung (Dr. Ehrlich’s Magic Bullet)
- 1940: Girls Under 21
- 1941: So Ends Our Night
- 1941: Ehekomödie (That Uncertain Feeling)
- 1943: Gefährliche Flitterwochen (Above Suspicion)
- 1944: Zeuge gesucht (Phantom Lady)
- 1944: The Hairy Ape
- 1944: Das siebte Kreuz (The Seventh Cross)
- 1945: Der Wundermann (Wonder Man)
- 1945: Das verlorene Wochenende (The Lost Weekend)
- 1946: Ein eleganter Gauner (A Scandal in Paris)
- 1946: Feind im Dunkel (The Dark Corner)
- 1947: Goldene Ohrringe (Golden Earrings)
- 1949: Der Spieler (The Great Sinner)
- 1951: Die Braut des Gorilla (Bride of the Gorilla)
- 1953: General Electric Theater (Fernsehserie, eine Folge)

## Audio
- Hermann Leopoldi (Komponist, Interpret) et al.: Populäre jüdische Künstler. Musik & Entertainment 1903–1936. Wien. 1 CD, 1 Beilage (27 Seiten). Trikont, München 2001, OBV.